# Lao Ai
Lao Ai (chinesisch: 嫪毐; pinyin: Lào Ǎi; gestorben 238 v. Chr.) war ein falscher Eunuch und Beamter des Staates Qin während der späten Zeit der Streitenden Reiche Angeblich fälschte er seine Kastration, um Zugang zum Hof von Qin zu erhalten, und wurde zum Liebling der Königin Queen Dowager Zhao, der Mutter von Qin Shi Huang, dem späteren ersten Kaiser von China. Er wurde mit dem Titel Marquis von Changxin (長信侯) belehnt. Nachdem eine Verschwörung zur Anstiftung einer Rebellion aufgedeckt worden war, wurde er von Qin Shi Huang hingerichtet.
Seit der Verschwörung und dem Untergang von Lao Ai sind seine sexuellen Vergehen zu einem festen Bestandteil des traditionellen moralisierenden Diskurses der Intellektuellen im kaiserlichen China geworden. Schon sein Name, der im Altchinesischen „lüsternes Vergehen“ bedeutet, ist in der klassischen chinesischen Sprache zu einem Synonym für unerlaubte sexuelle Beziehungen geworden.

## Biografie
Nach Sima Qians Aufzeichnungen des bedeutenden Historikers besaß Lao Ai einen riesigen Penis, der so groß war, dass er als Achse für einen hölzernen Wagen verwendet werden konnte. Dieser Umstand erregte die Aufmerksamkeit von Lü Buwei, der eine Affäre mit der Witwe der Königin Zhao, der Mutter von König Zheng von Qin (dem späteren Qin Shi Huang), hatte. Lü plante, sich Laos sexuelle Fähigkeiten zunutze zu machen, um sich bei der Königinwitwe einzuschmeicheln.
In den Gründungsjahren der Herrschaft von König Zheng beendete Lü Buwei seine Affäre mit der Königinwitwe und übergab Lao Ai an sie. Lü und die Königin organisierten eine vorgetäuschte Kastration, um Lao Ai die Aufnahme in den Palast der Königin als Eunuch zu ermöglichen.
Nach seinem Umzug in die provisorische Hauptstadt Yong zeugte Lao Ai zwei Kinder von der Königin und gab sich den Diminutiv „falscher Vater“. Lao Ai profitierte von seinem Status und sammelte über tausend Diener und Anhänger.
Im Jahr 238 v. Chr., nach der königlichen Proklamation, in der bekannt gegeben wurde, dass Lao Ai ein betrügerischer Liebhaber war, der mit der Königinwitwe verkehrte und plante, heimlich den nächsten König zu zeugen, wurde gegen ihn ermittelt. Während dieser Zeit versuchte er mit einer kleinen Anzahl von Anhängern einen Staatsstreich und benutzte das Siegel der Königinwitwe, um sich zu legitimieren.
Ohne Rückhalt in der Bevölkerung, militärisches Training und ausreichende Organisation wurden Lao Ais wenige Anhänger schnell besiegt. Zur Strafe wurde Lao Ai gevierteilt und von fünf Pferden zerrissen, die Königinwitwe wurde in ihrem Palast eingesperrt und ihre beiden Söhne wurden getötet. Die Anhänger wurden in den ehemaligen Staat Shu verbannt.

## Historie
Die Echtheit von Lao Ai wird von modernen Historikern angezweifelt, die der Ansicht sind, dass konfuzianische Ideologen, die während der Niederschrift der Aufzeichnungen des Großen Historikers in der Gunst der Han-Dynastie standen, den Hintergedanken hatten, Qin Shi Huang, einen Feind der Konfuzianer, der 212 v. Chr. ihre Massenhinrichtung angeordnet hatte, als Bastard darzustellen.
Die Befürworter dieser Theorie weisen darauf hin, dass der Name Lao Ai etymologisch gesehen fantasievoll erscheint: Die Schriftzeichen, mit denen Lao Ai geschrieben wird, bedeuten im Altchinesischen wörtlich „lüsterne Missetat“, und sein charakteristisches Merkmal, sein großer Penis (chinesisch 大陰), kann auch als „große Verschwörung“ verstanden werden. In Anbetracht der Tatsache, dass Sima Qian, der Autor des Geschichtswerks, welches diese traditionelle Darstellung von Lao Ai bestätigt, einige Jahre zuvor selbst kastriert wurde, glauben skeptische Historiker, dass die Geschichte von Lao Ai allegorisch zu verstehen ist, als „personifizierter Phallus“, der „eine grundlegende Bedrohung für die Weitergabe der kaiserlichen Blutlinie und damit für die Reinheit des 'vereinigten Kosmos'“ darstellt.
Die Geschichte von Lao Ai wurde auch von Yu Xiao-yu erzählt, der im 16. Jahrhundert die Chronik der vielen Staaten im Zeitalter von Frühling und Herbst verfasste, deren Umfang von Fung Lung Mong (1574–1646) fast verdreifacht wurde, woraufhin das Buch als Geschichten der vielen Staaten von Ost-Chou bekannt wurde.

## Notizen
1. Aus den Aufzeichnungen des großen Historikers, Buch 85: „Der erste Kaiser wuchs heran, aber das unmoralische Verhalten der Königinwitwe hörte nicht auf. Lü Buwei fürchtete, dass ihm ein Unglück widerfahren würde, wenn sie entdeckt würden, und so suchte er heimlich Lao Ai auf, einen Mann mit einem großen Penis, und machte ihn zu seinem Diener. Manchmal ließ er Lao Ai zu den Klängen zügelloser Musik mit einem an seinem Penis befestigten Rad aus Zungenholz spazieren gehen und sorgte dafür, dass die Königinwitwe davon erfuhr, damit sie in Versuchung geriet. Und als sie davon erfuhr, wollte sie ihn tatsächlich unter vier Augen anfassen. [...][8]“